# Ceroptera aharonii
Ceroptera aharonii är en tvåvingeart som beskrevs av Oswald Duda 1938. Ceroptera aharonii ingår i släktet Ceroptera och familjen hoppflugor. Inga underarter finns listade i Catalogue of Life.